# Elementos del grupo 8
| Grupo   | 8      |
| Periodo |        |
| 4       | 26 Fe  |
| 5       | 44 Ru  |
| 6       | 76 Os  |
| 7       | 108 Hs |

Un elemento del grupo 8 es un elemento situado dentro de la tabla periódica en el grupo 8 que comprende los elementos:
- Hierro (26)
- Rutenio (44)
- Osmio (76)
- Hassio (108)

En los niveles electrónicos externos de estos elementos hay 8 electrones, aunque el hierro no alcanza el estado de oxidación +8. El hassio se produce sólo en el laboratorio, no se encuentra en la naturaleza, y al referirse al grupo 8 se suele omitir este elemento.
"Grupo 8" es el actual nombre recomendado por la IUPAC. El antiguo sistema europeo y el estadounidense englobaban  dentro del "grupo VIII" (o VIIIA el europeo y VIIIB el estadounidense) a los actuales grupos 8, 9 y 10.

Los metales
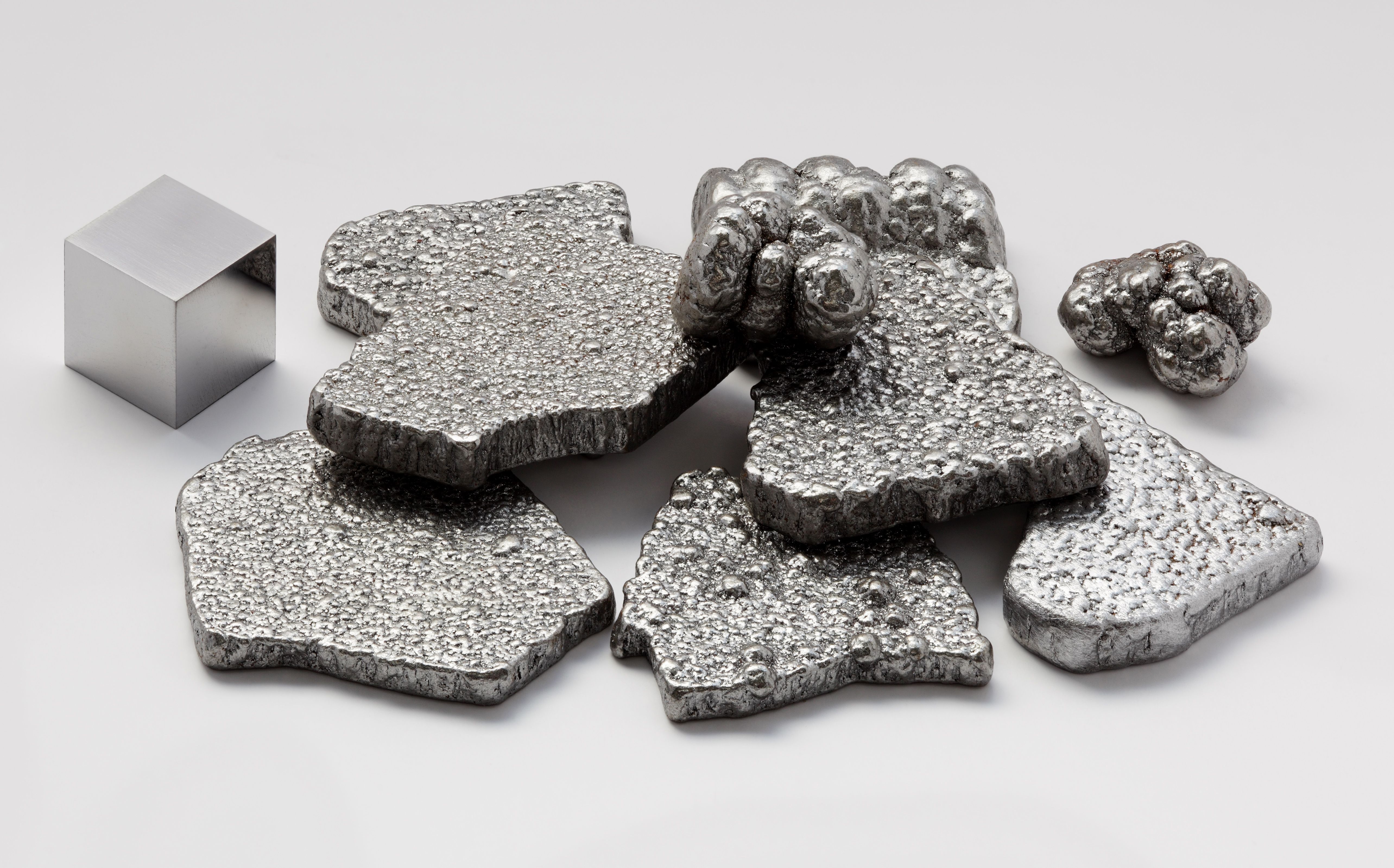
Hierro
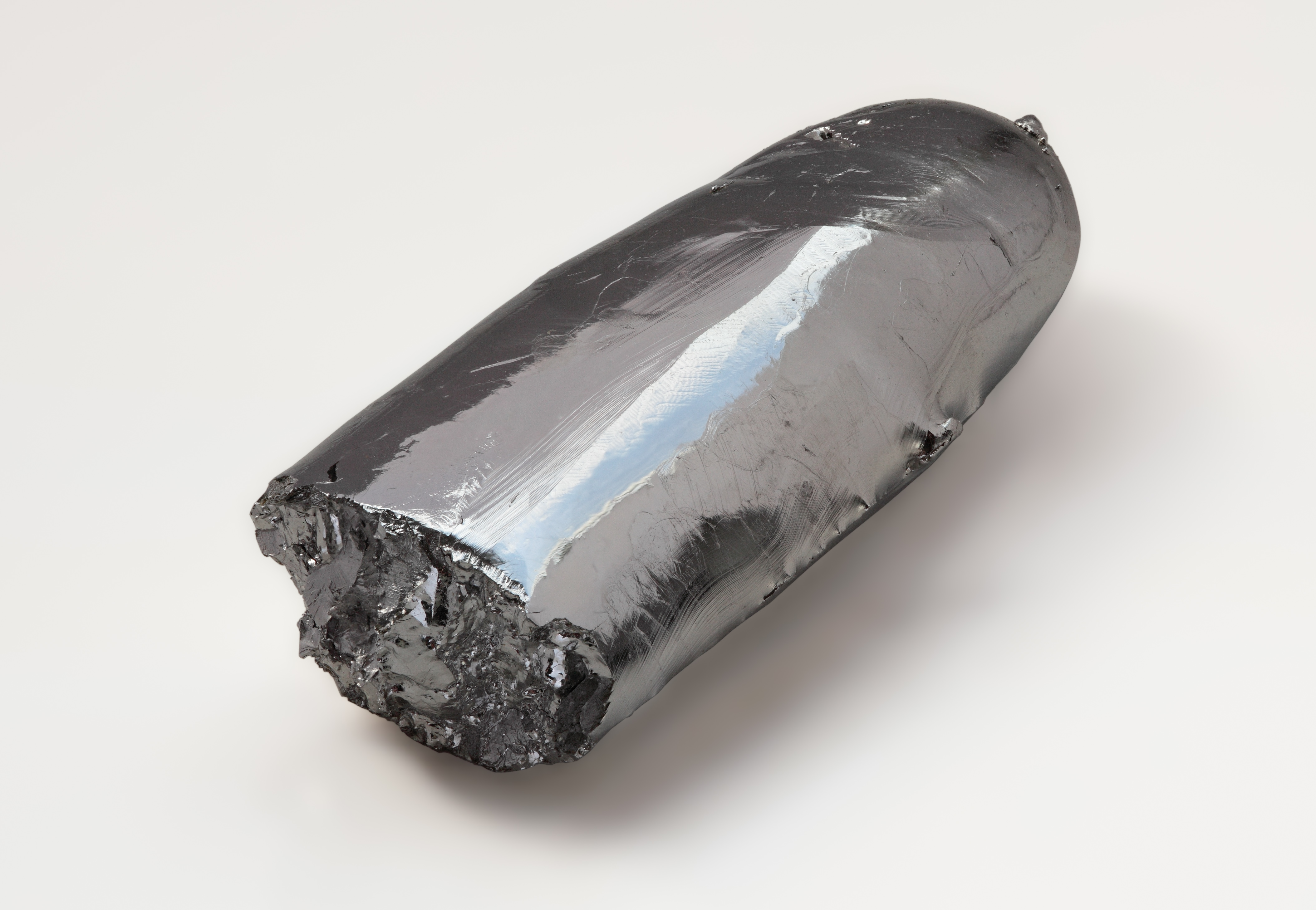
Rutenio
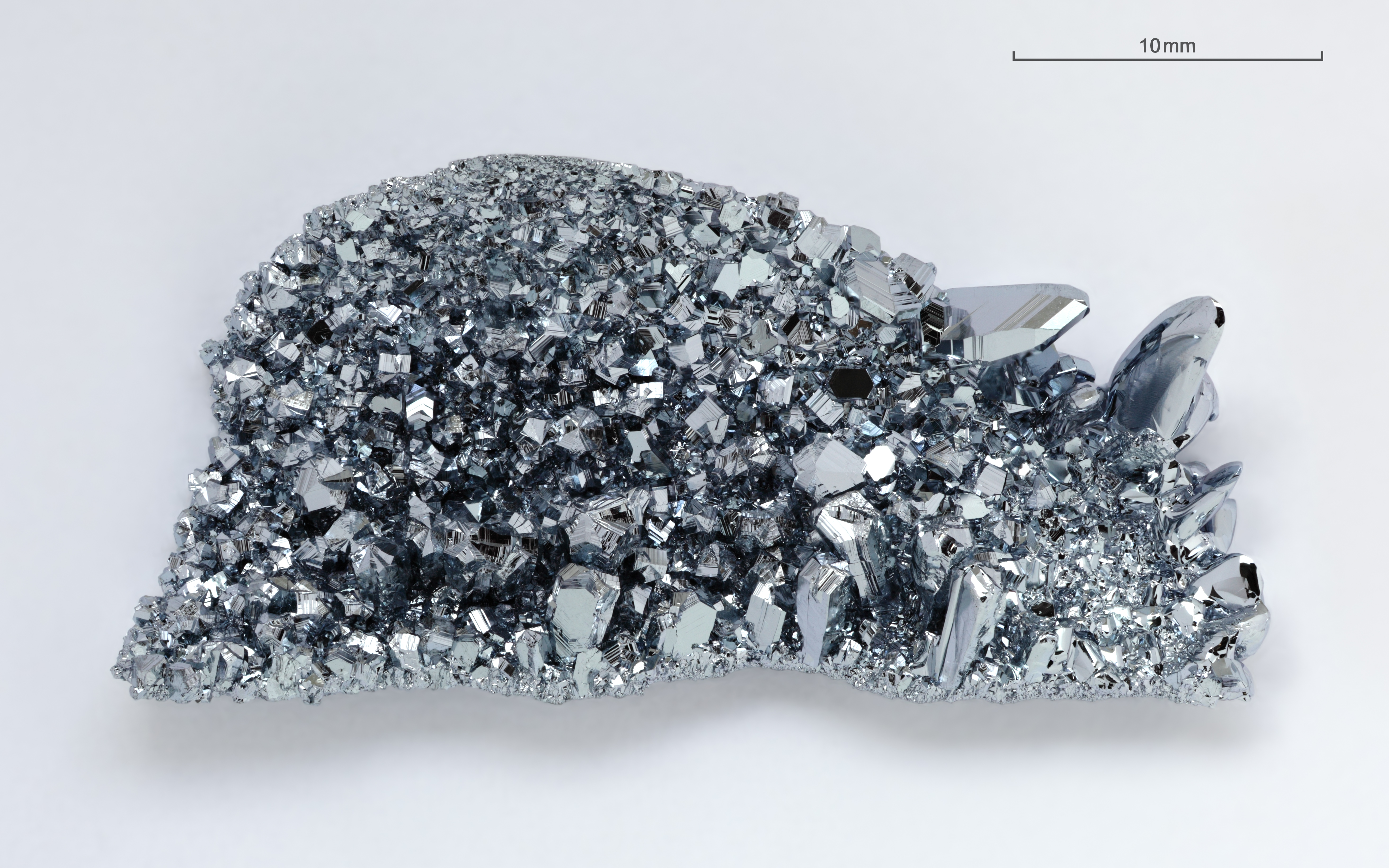
Osmio

- Datos: Q202224
- Multimedia: Periodic table group 8 / Q202224